# Rio Tonantins
Rio Tonantins är ett vattendrag i Brasilien.   Det ligger i delstaten Amazonas, i den nordvästra delen av landet, 2 600 km nordväst om huvudstaden Brasília.
I omgivningarna runt Rio Tonantins växer i huvudsak städsegrön lövskog. Trakten runt Rio Tonantins är nära nog obefolkad, med mindre än två invånare per kvadratkilometer.